# Izydor Koper

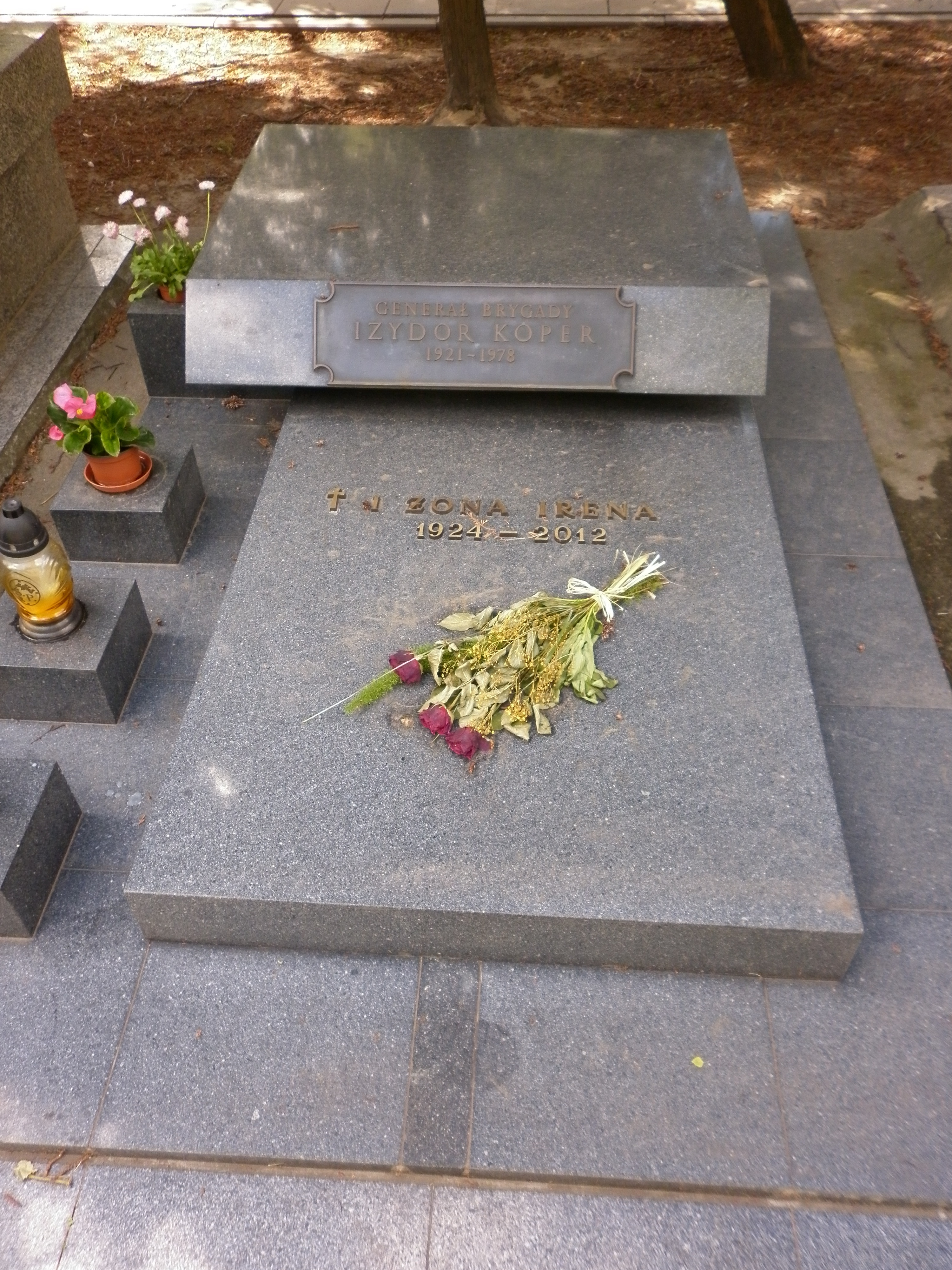
Grób gen. bryg. Izydora Kopera i jego żony Ireny na Cmentarzu Wojskowym na Powązkach

Izydor Koper (ur. 18 kwietnia 1921 w Łodzi, zm. 20 lipca 1978 w Westminster w Wielkiej Brytanii) – generał brygady lWP, zastępca dowódcy Wojsk Ochrony Pogranicza (WOP) ds. politycznych od 1971.

## Życiorys
W latach 1928–1935 uczęszczał do Szkoły Powszechnej im. Tadeusza Kościuszki w Łodzi, gdzie ukończył 7 klas. W 1936 rozpoczął pracę zarobkową jako piekarz w piekarni Otto Stucke w Łodzi, pracując tam do grudnia 1942. Potem, aż do lutego 1945 był piekarzem w piekarni K. Coller, także w Łodzi. W kwietniu 1945 na własną prośbę wstąpił do WP. Jako szeregowy został skierowany do Centralnej Szkoły Oficerów Polityczno-Wychowawczych w Łodzi i po jej ukończeniu we wrześniu 1945 został mianowany podporucznikiem w korpusie oficerów polityczno-wychowawczych (oficerem politycznym). Po promocji rozpoczął zawodową służbę wojskową jako zastępca komendanta szkoły podoficerskiej ds. polityczno-wychowawczych w 15 Pułku Piechoty. W marcu 1947 skierowany na kurs w Wyższej Szkole Oficerów Polityczno-Wychowawczych w Rembertowie, który ukończył w grudniu 1948 z oceną bardzo dobrą. Po kursie został wyznaczony na stanowisko zastępcy dowódcy 1 Praskiego Pułku Piechoty do spraw polityczno-wychowawczych. W kwietniu 1950 został zastępcą szefa wydziału politycznego 1 Warszawskiej Dywizji Piechoty w Legionowie, a w czerwcu 1950 został zastępcą dowódcy tej dywizji – szefem wydziału politycznego. W latach 1950–1955 studiował w Wojskowej Akademii Polityczną im. W.I. Lenina w Moskwie, którą ukończył z oceną bardzo dobrą. Po powrocie do kraju został zastępcą szefa Zarządu Politycznego Pomorskiego Okręgu Wojskowego w Bydgoszczy, a w lipcu 1957 został wybrany sekretarzem Komitetu PZPR tego okręgu. W latach 1957–1959 uzupełnił wykształcenie ogólne kończąc liceum ogólnokształcące w Bydgoszczy i zdając egzamin maturalny. W okresie późniejszym uzyskał dyplom magistra historii w Wojskowej Akademii Politycznej w Warszawie. W 1962 powrócił na uprzednio zajmowane stanowisko zastępcy szefa Zarządu Politycznego POW. W styczniu 1964 został zastępcą szefa, a następnie w lipcu 1968 szefem Zarządu I Organizacyjnego w Głównym Zarządzie Politycznym (GZP) WP. W styczniu 1969 przeniesiono go do Głównego Inspektoratu Obrony Terytorialnej na stanowisko szefa Zarządu Politycznego Wojsk Wewnętrznych. Od października 1971 był zastępcą dowódcy Wojsk Ochrony Pogranicza do spraw politycznych – szefem Zarządu Politycznego WOP.
Działacz partyjny, delegat na VI Zjazd PZPR (1971). Do stopnia generała brygady awansowany w październiku 1973 roku. Nominację wręczył mu 10 października 1973 w Belwederze I sekretarz KC PZPR Edward Gierek w obecności przewodniczącego Rady Państwa prof. Henryka Jabłońskiego.
Zmarł w wieku 57 lat w następstwie powikłań po zawałach mięśnia sercowego. Pochowany 28 lipca 1978 w Alei Zasłużonych na Cmentarzu Wojskowym na Powązkach w Warszawie (kwatera B4-tuje-9). W pogrzebie uczestniczył m.in. członek Biura Politycznego KC PZPR, sekretarz KC Stanisław Kania. Mowy pogrzebowe wygłosili: dowódca Wojsk Ochrony Pogranicza gen. bryg. Czesław Stopiński, wiceminister spraw wewnętrznych gen. bryg. Mirosław Milewski oraz zastępca szefa Głównego Zarządu Politycznego WP gen. bryg. Tadeusz Dziekan.

## Awanse
W trakcie wieloletniej służby w ludowym Wojsku Polskim otrzymywał awanse na kolejne stopnie wojskowe:
- podporucznik – 1945
- porucznik – 1948
- kapitan – 1949
- major – 1950
- podpułkownik – 1955
- pułkownik – 1959
- generał brygady – 1973

## Życie prywatne
Syn Jana, piekarza i Marii z Zimeckich. Mieszkał w Warszawie. Od 1956 był żonaty z Ireną z domu Pulczyńską (1924–2012), pedagogiem. Małżeństwo miało córkę Annę Wiesławę.

## Odznaczenia
- Order Sztandaru Pracy II klasy (1972)
- Krzyż Oficerski Orderu Odrodzenia Polski (1963)
- Krzyż Komandorski Orderu Odrodzenia Polski (1968)
- Srebrny Krzyż Zasługi (1946)
- Złoty Krzyż Zasługi (1957)
- Medal 10-lecia Polski Ludowej
- Medal 30-lecia Polski Ludowej
- Złoty Medal „Siły Zbrojne w Służbie Ojczyzny” (1968)
- Srebrny Medal „Siły Zbrojne w Służbie Ojczyzny”
- Brązowy Medal „Siły Zbrojne w Służbie Ojczyzny”
- Złoty Medal Za zasługi dla obronności kraju (1977)
- Srebrny Medal Za zasługi dla obronności kraju
- Brązowy Medal Za zasługi dla obronności kraju
- Odznaka Srebrna „Za zasługi w ochronie porządku publicznego” (1974)
- Złota Odznaka „W Służbie Narodu” (1975)
- Złoty Medal Za Zasługi dla Pożarnictwa (1973)
- Order Wojny Ojczyźnianej (ZSRR) (1968)